# 前进农场 (石嘴山市)
前进农场，是中华人民共和国宁夏回族自治区石嘴山市平罗县下辖的一个乡镇级行政单位。

## 行政区划
前进农场下辖以下地区：
西大滩社区、沙湖社区和管区村。